# Белл-Каньйон (Каліфорнія)
Белл-Каньйон (англ. Bell Canyon) — переписна місцевість (CDP) в США, в окрузі Вентура штату Каліфорнія. Населення — 1946 осіб (2020).

## Географія
Белл-Каньйон розташований за координатами 34°12′29″ пн. ш. 118°41′15″ зх. д. / 34.20806° пн. ш. 118.68750° зх. д. (34.208076, -118.687629).  За даними Бюро перепису населення США в 2010 році переписна місцевість мала площу 9,38 км², уся площа — суходіл.

## Демографія
Згідно з переписом 2010 року, у переписній місцевості мешкало 2049 осіб у 661 домогосподарстві у складі 592 родин. Густота населення становила 218 осіб/км².  Було 688 помешкань (73/км²).
Расовий склад населення:
| - 84,1 % — білих - 8,7 % — азіатів - 2,8 % — чорних або афроамериканців - 0,2 % — корінних американців |

До двох чи більше рас належало 3,6 %. Частка іспаномовних становила 5,0 % від усіх жителів.
За віковим діапазоном населення розподілялося таким чином: 25,4 % — особи молодші 18 років, 62,4 % — особи у віці 18—64 років, 12,2 % — особи у віці 65 років та старші. Медіана віку мешканця становила 46,5 року. На 100 осіб жіночої статі у переписній місцевості припадало 101,1 чоловіків;  на 100 жінок у віці від 18 років та старших — 98,7 чоловіків також старших 18 років.
Середній дохід на одне домашнє господарство  становив 260 169 доларів США (медіана — 208 571), а середній дохід на одну сім'ю — 271 493 долари (медіана — 216 538). За межею бідності перебувало 3,9 % осіб, у тому числі 4,2 % дітей у віці до 18 років та 2,2 % осіб у віці 65 років та старших.
Цивільне працевлаштоване населення становило 1103 особи. Основні галузі зайнятості: науковці, спеціалісти, менеджери — 28,4 %, освіта, охорона здоров'я та соціальна допомога — 20,1 %, роздрібна торгівля — 13,8 %, фінанси, страхування та нерухомість — 11,2 %.